# Hanna Gronkiewicz-Waltz

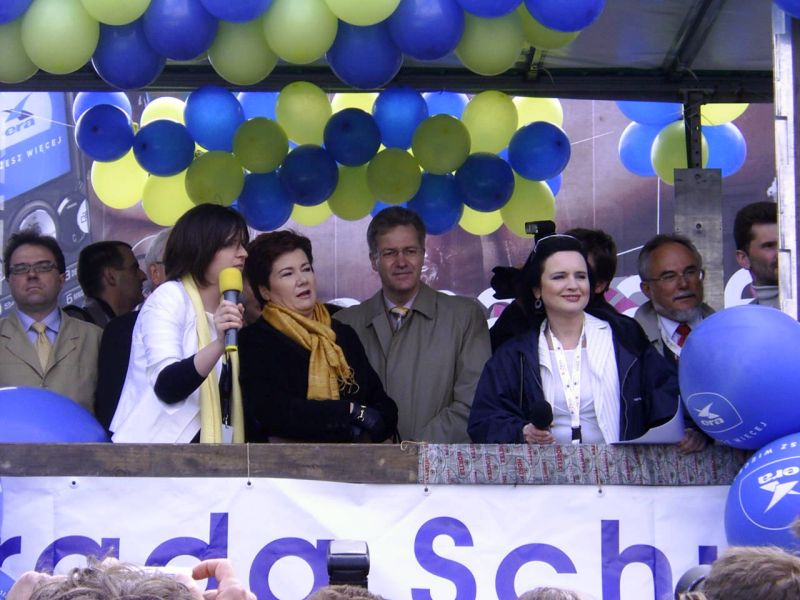
Hanna Gronkiewicz-Waltz podczas Parady Schumana (2007)

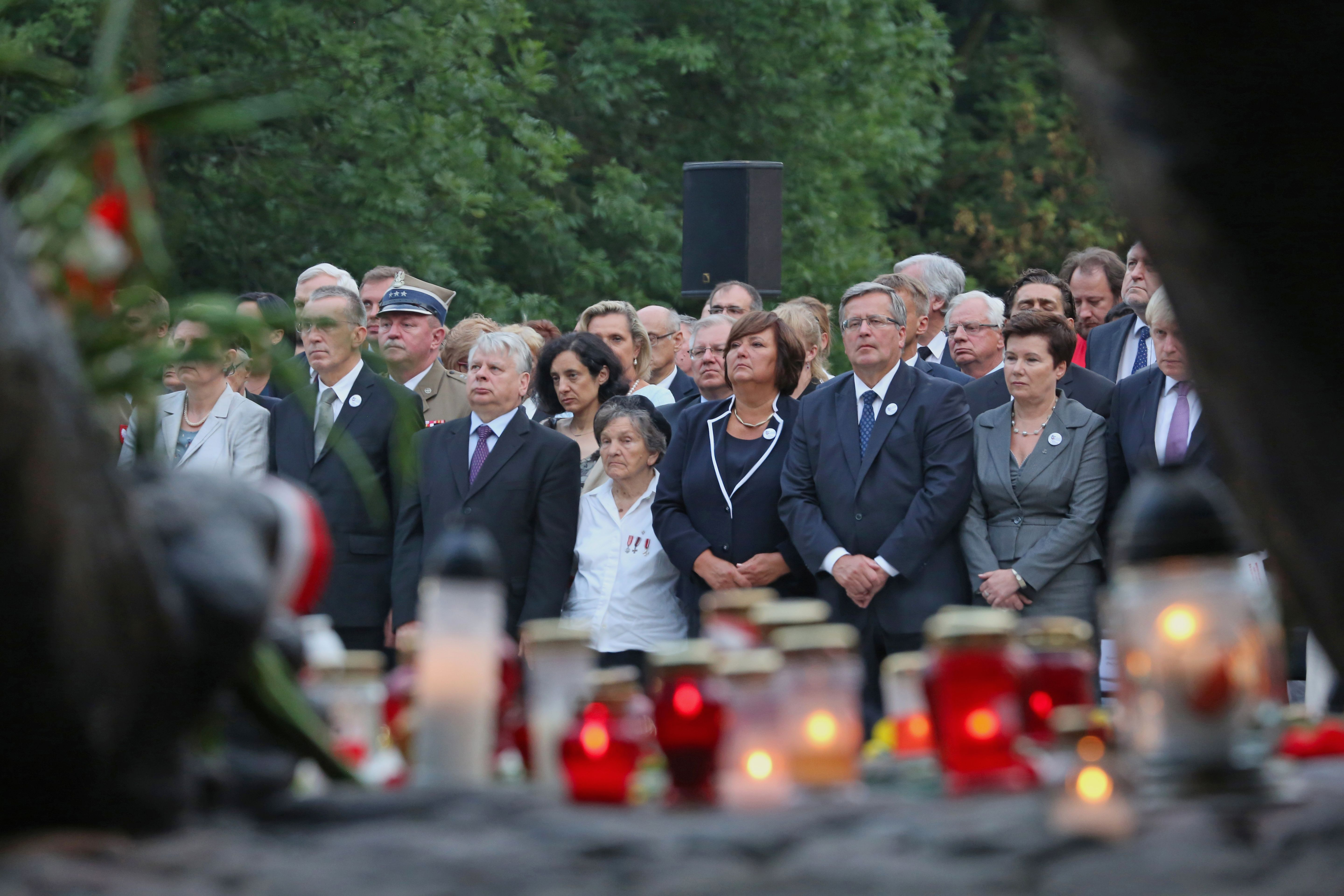
Podczas obchodów 70. rocznicy wybuchu powstania warszawskiego pod pomnikiem Polegli Niepokonani (2014)

Hanna Beata Gronkiewicz-Waltz (ur. 4 listopada 1952 w Warszawie) – polska prawniczka, nauczycielka akademicka i polityk, profesor nauk prawnych, prezes Narodowego Banku Polskiego (1992–2000), przewodnicząca Rady Polityki Pieniężnej (1998–2000), wiceprezes Europejskiego Banku Odbudowy i Rozwoju (2001–2004), posłanka na Sejm V kadencji (2005–2006), prezydent m.st. Warszawy (2006–2018), wiceprzewodnicząca Platformy Obywatelskiej (2006–2017), posłanka do Parlamentu Europejskiego X kadencji (od 2024). Kandydatka na urząd prezydenta RP w wyborach w 1995.

## Życiorys

### Młodość i wykształcenie
Córka Wojciecha i Marii Gronkiewiczów. Matka pracowała w handlu zagranicznym. Ojciec był adwokatem i powstańcem warszawskim. Reprezentował oskarżonych w procesach politycznych, które wytoczono po wydarzeniach z marca 1968. Do dwunastego roku życia mieszkała u dziadków w Płocku. Po przeprowadzce do Warszawy mieszkała przy ul. Wspólnej, później przy placu Konstytucji i przy ul. Gierymskiego. Ukończyła Szkołę Podstawową nr 113 przy ul. Chełmskiej i Liceum Ogólnokształcące im. Antoniego Dobiszewskiego przy ul. Dolnej. Kształciła się także muzycznie. 
W 1975 ukończyła z wyróżnieniem studia na Wydziale Prawa i Administracji Uniwersytetu Warszawskiego ze specjalizacją publiczne prawo gospodarcze. W 1981 uzyskała stopień doktora na podstawie pracy zatytułowanej Rola ministra przemysłowego w zarządzaniu gospodarką państwową. W 1993, już jako urzędujący prezes NBP, na podstawie dorobku naukowego oraz rozprawy pod tytułem Bank Centralny – od gospodarki planowej do rynkowej otrzymała stopień doktora habilitowanego nauk prawnych. W 2013 uzyskała tytuł profesora nauk prawnych.

### Działalność naukowa
Po ukończeniu studiów pracowała na Wydziale Prawa i Administracji UW. W latach 80. wyjechała na stypendium do Hagi i Paryża. W latach 1990–1992 była adiunktem na Wydziale Prawa Kanonicznego Akademii Teologii Katolickiej w Warszawie. W 1994 objęła stanowisko profesora nadzwyczajnego na Wydziale Prawa i Administracji UW. Została też nauczycielką akademicką w Zakładzie Administracyjnego Prawa Gospodarczego i Bankowego Instytutu Nauk Prawno-Administracyjnych UW. Była profesorem nadzwyczajnym na Uniwersytecie Kardynała Stefana Wyszyńskiego, pracowała w Katedrze Europejskiego Prawa Bankowego i Polityki Finansowej oraz w Instytucie Politologii Wydziału Nauk Historycznych i Społecznych tej uczelni. Została też członkinią Collegium Invisibile.

### Działalność publiczna (do 1991)
W 1980 brała udział w zakładaniu struktur NSZZ „Solidarność” na Wydziale Prawa i Administracji UW. W latach 1989–1992 pełniła funkcję przewodniczącej koła wydziałowego. Równocześnie była ekspertem sejmowym i senackim w zakresie prawa publicznego. W 1982 zaangażowała się w działalność Ruchu Odnowy w Duchu Świętym.
Podczas kampanii do wyborów prezydenckich w 1990 pracowała w sztabie wyborczym Lecha Wałęsy. Od 1991 była członkinią Komisji Kodyfikacyjnej Prawa Bankowego. W 1991 kandydowała do Sejmu z trzeciego miejsca na liście partii Victoria w okręgu warszawskim, która miała współtworzyć zaplecze polityczne prezydenta Lecha Wałęsy.

### Prezes Narodowego Banku Polskiego
W grudniu 1991 prezydent Lech Wałęsa złożył w Sejmie wniosek o powołanie Hanny Gronkiewicz-Waltz na stanowisko prezesa Narodowego Banku Polskiego, jednak w głosowaniu 18 grudnia 1991 jej kandydatura nie uzyskała wymaganej większości. Po sformowaniu rządu Jana Olszewskiego prezydent ponowił jej kandydaturę w marcu 1992. W głosowaniu 5 marca 1992 została przez Sejm powołana na stanowisko prezesa NBP. Poparcia udzieliła jej wówczas nieformalna grupa chadecka w szeregach Porozumienia Centrum ze Stanisławem Hniedziewiczem i Andrzejem Anuszem, niechętna prezesowi Jarosławowi Kaczyńskiemu, a sympatyzująca z premierem Olszewskim. Wspierała ją również angielska sekcja Stowarzyszenia Biznesmenów Pełnej Ewangelii. W 1992 była także doradczynią dyrektora Zespołu Analiz, Budżetu i Finansów Najwyższej Izby Kontroli.
W czasie sprawowania przez nią funkcji prezesa NBP upłynniono kurs złotego wobec walut wymienialnych, zaś w 1995 weszła w życie ustawa o denominacji złotego. W lutym 1998 prezydent Aleksander Kwaśniewski złożył wniosek o powołanie jej przez Sejm na stanowisko prezesa NBP na kolejną kadencję. Uchwałę powołującą ją na to stanowisko Sejm podjął 19 lutego 1998. W latach 1998–2000 była z urzędu, jako prezes Narodowego Banku Polskiego, przewodniczącą Rady Polityki Pieniężnej. Również z urzędu kierowała Komisją Nadzoru Bankowego. Ze stanowiska w NBP odeszła w trakcie drugiej kadencji 31 grudnia 2000.
W 1995 kandydowała w wyborach prezydenckich. Była popierana przez Zjednoczenie Chrześcijańsko-Narodowe (przy sprzeciwie grupy ponad 40 zwolenników Lecha Wałęsy w partii), Stronnictwo Ludowo-Chrześcijańskie, Zjednoczenie Polskie, Partię Konserwatywną, Koalicję Konserwatywną, Niezależne Zrzeszenie Studentów oraz Stowarzyszenie Rodzin Katolickich. Jej kandydaturę zaproponował w maju 1995 we Wrocławiu prezes ZChN Ryszard Czarnecki. Na przełomie czerwca i lipca wzięła udział obok Jana Olszewskiego i Leszka Moczulskiego w prawyborach wspólnego kandydata prawicy w ramach Konwencie Świętej Katarzyny, które zakończyły się brakiem porozumienia. Po zakończeniu prawyborów zaakceptowała postulaty przedstawione jej przez ZChN, w tym powszechną prywatyzację i reprywatyzację oraz obniżenie podatków. We wrześniu poparcia udzielił jej wycofujący się z kandydowania Adam Strzembosz, który wcześniej nieskutecznie próbował doprowadzić do jej porozumienia z Janem Olszewskim. W jej sztabie wyborczym pracowali m.in. politycy ZChN Michał Kamiński i Stefan Niesiołowski, a w promujących ją spotach telewizyjnych wystąpiła Margaret Thatcher. Negatywną kampanię pod jej adresem prowadziło Radio Maryja. Od lipca do września była liderką sondaży, jej notowania spadły po przystąpieniu Lecha Wałęsy do kampanii wyborczej; media skupiły się wówczas na rywalizacji urzędującego prezydenta z Aleksandrem Kwaśniewskim. Ostatecznie uzyskała 2,76% głosów i nie zakwalifikowała się do drugiej tury głosowania.

### Działalność publiczna (2001–2006)
Od 2001 do 2004 była wiceprezesem ds. zasobów ludzkich i administracji Europejskiego Banku Odbudowy i Rozwoju. W 2005 wstąpiła do Platformy Obywatelskiej. Zajmowała się przebudową struktur partii w Warszawie. Zaangażowała się w kampanię prezydencką Donalda Tuska w wyborach w 2005.
W wyborach parlamentarnych w 2005 została wybrana na posłankę, otrzymując najwięcej głosów spośród kandydatów PO w okręgu warszawskim. W Sejmie V kadencji przewodniczyła Komisji Skarbu Państwa. 24 czerwca 2006 objęła funkcję wiceprzewodniczącej PO, a 5 października 2013 również przewodniczącej warszawskich struktur partii. 8 września 2016 poinformowała o rezygnacji z tej funkcji, a 16 grudnia 2017 przestała być wiceprzewodniczącą PO i członkinią zarządu partii.

### Prezydent Warszawy
28 grudnia 2005 została ogłoszona przez Platformę Obywatelską kandydatką w wyborach samorządowych w 2006 na stanowisko prezydenta Warszawy. W pierwszej turze wyborów zajęła 2. miejsce, uzyskując 34,47% poparcia – 145 329 głosów. W drugiej turze pokonała Kazimierza Marcinkiewicza, uzyskując 53,18% poparcia. W związku z wyborem na urząd prezydenta Warszawy wygasł jej mandat poselski. 2 grudnia 2006 została zaprzysiężona na urząd prezydenta Warszawy. W 2007 wojewoda mazowiecki Jacek Sasin wydał zarządzenie zastępcze wygaszające mandat prezydent Hanny Gronkiewicz-Waltz z powodu niezłożenia w terminie oświadczenia o prowadzeniu działalności gospodarczej przez męża, które to zarządzenie zostało jednak uchylone przez Wojewódzki Sąd Administracyjny w Warszawie z powodu niekonstytucyjności przepisów, na podstawie których zostało ono wydane. W 2010 zdecydowała się ubiegać o reelekcję. Wygrała już w pierwszej turze wyborów, uzyskując 53,67%. W 2014 Hanna Gronkiewicz-Waltz po raz kolejny wystartowała z ramienia PO w wyborach na prezydenta Warszawy. W pierwszej turze poparło ją 47,2% głosujących. W drugiej turze pokonała kandydata PiS Jacka Sasina z wynikiem 58,64% głosów, uzyskując tym samym reelekcję na kolejną kadencję. W wyborach w 2018 nie ubiegała się o reelekcję, kończąc urzędowanie 22 listopada tegoż roku. Pod koniec ostatniej kadencji jej działania pozytywnie oceniało 58% mieszkańców Warszawy w wieku 15 i więcej lat, a 59% było zdania, że sprawnie zarządzała miastem i była jego dobrym gospodarzem (przeciwnego zdania było odpowiednio 34% i 35% badanych).

#### Inwestycje w czasie prezydentury
Podczas prezydentury Hanny Gronkiewicz-Waltz w Warszawie powstały m.in. Centrum Nauki Kopernik, Muzeum Historii Żydów Polskich POLIN oraz Most Marii Skłodowskiej-Curie. Zmodernizowana została Oczyszczalnia Ścieków „Czajka”, przeprowadzono prywatyzację Stołecznego Przedsiębiorstwa Energetyki Cieplnej, ukończono budowę I linii metra, zainicjowano i ukończono budowę centralnego odcinka II linii metra oraz przebudowę nadrzecznych bulwarów. Pod koniec swojej trzeciej i ostatniej kadencji w listopadzie 2018 doprowadziła do zawarcia z przedsiębiorstwami Gülermak i Astaldi wartej 959 mln zł umowy na rozbudowę II linii metra w zakresie dwóch ostatnich stacji: Ulrychów i Powstańców Śląskich. Z kolei plany budowy Mostu Krasińskiego oraz dokończenia obwodnicy śródmiejskiej zostały odsunięte w czasie. Miasto zainwestowało w zakup nowego taboru autobusowego i tramwajowego, decydując się jednocześnie na stopniowe podnoszenie cen biletów i korekty tras. W 2012 uruchomiony został system rowerów publicznych Veturilo. W czasie prezydentury Hanny Gronkiewicz-Waltz uruchomiono też nowe linie tramwajowe na Bemowie i Białołęce.

#### Referendum w sprawie odwołania
W 2013 opozycyjni samorządowcy i politycy rozpoczęli akcję zbierania podpisów na rzecz organizacji referendum ws. odwołania Hanny Gronkiewicz-Waltz. Głosowanie w tej sprawie odbyło się 13 października 2013, referendum okazało się nieważne z uwagi na zbyt niską frekwencję.

#### Afera reprywatyzacyjna

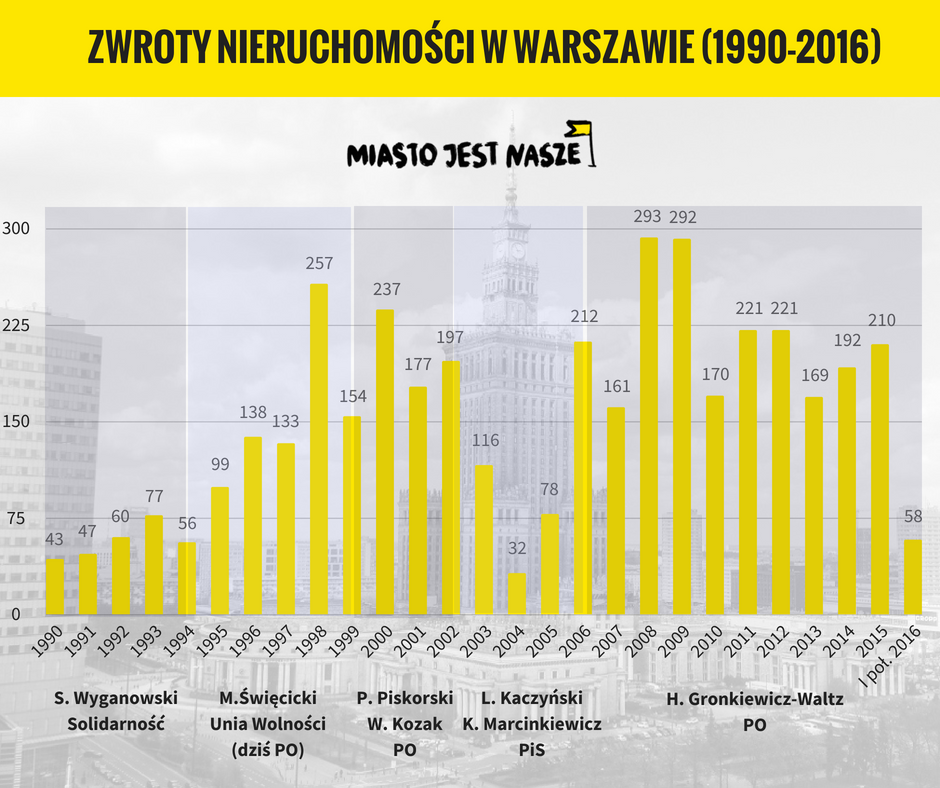
Liczba zreprywatyzowanych nieruchomości w poszczególnych latach (1990–2016)

W 1990, po upadku realnego socjalizmu, rozpoczął się zwrot nieruchomości warszawskich przejętych na podstawie tzw. dekretu Bieruta. Do czasu objęcia urzędu przez Hannę Gronkiewicz-Waltz zwracano ok. 130 nieruchomości rocznie. Za jej prezydentury częstotliwość zwracania nieruchomości zwiększyła się do ok. 200 nieruchomości rocznie (w 2008 i 2009 po blisko 300 kamienic). Na przypadki nadużyć podczas procesu reprywatyzacji (z okresu prezydentury Hanny Gronkiewicz-Waltz i jej poprzedników) uwagę początkowo zwracały środowiska lokatorskie, ruchy miejskie (np. Miasto Jest Nasze) oraz media.
W szczególności ujawnienie w 2016 przez „Gazetę Stołeczną” reprywatyzacji działki przy ul. Chmielnej 70 zwróciło uwagę mediów ogólnopolskich i przyczyniło się do ukucia terminów „afery reprywatyzacyjnej” oraz „dzikiej reprywatyzacji”. Innymi przykładami nieprawidłowości, opisanymi głównie przez dziennikarki „Gazety Wyborczej” Iwonę Szpalę i Małgorzatę Zubik, były zwroty kamienic przy ul. Noakowskiego 16 w 2003 m.in. na korzyść męża późniejszej prezydent Warszawy, Andrzeja Waltza, ul. Kazimierzowskiej 34, ul. Tykocińskiej 30 czy gimnazjum przy ul. Twardej 8.
W efekcie ujawnienia afery Hanna Gronkiewicz-Waltz zdymisjonowała wiceprezydentów Jacka Wojciechowicza i Jarosława Jóźwiaka oraz rozwiązała Biuro Gospodarki Nieruchomościami, które było odpowiedzialne za rozpatrywanie wniosków o zwrot nieruchomości. Zaprzestano też praktycznie zwrotów nieruchomości w naturze, co zbiegło się z wejściem w życie tzw. małej ustawy reprywatyzacyjnej. Część środowisk politycznych, komentatorów i ekspertów uznawała, że Hanna Gronkiewicz-Waltz ponosiła polityczną oraz faktyczną odpowiedzialność i powinna podać się do dymisji. Innymi następstwami sprawy były aresztowania m.in. kilkorga byłych urzędników urzędu miasta (w tym zatrudnionego przed objęciem urzędu przez Hannę Gronkiewicz-Waltz wicedyrektora BGN) i adwokatów, jak też odwołanie (a później również tymczasowe aresztowanie) dziekana Okręgowej Rady Adwokackiej w Warszawie. W 2017 powołano Komisję do spraw reprywatyzacji nieruchomości warszawskich, której celem miało być wyjaśnienie i usuwanie skutków warszawskich decyzji reprywatyzacyjnych wydanych z naruszeniem prawa. Komisja kilkukrotnie wzywała prezydent Warszawy w charakterze strony lub świadka, jednak ta odmawiała stawiennictwa, m.in. podważając legalność działania tego organu. Spotkało się to z szeroką krytyką. Komisja nakładała na nią grzywny; część z nich następnie została uchylona przez sąd administracyjny. Naczelny Sąd Administracyjny natomiast, wbrew stanowisku prezydent Warszawy, nie stwierdził istnienia sporu kompetencyjnego – uznając, że tryb wznowienia postępowania przez prezydenta miasta i tryb nadzorczy komisji weryfikacyjnej mogą działać jednocześnie.
W październiku 2017 Hanna Gronkiewicz-Waltz, omawiając wyniki zleconego wewnętrznego audytu, stwierdziła, że przy reprywatyzacji „działała grupa przestępcza, która wychodziła daleko poza tych kilku urzędników, których dyscyplinarnie zwolniłam”. Według niej obejmowała ona również sądy i adwokatów. Marcin Bajko, były dyrektor Biura Gospodarki Nieruchomościami, ocenił, że Hanna Gronkiewicz-Waltz była świadoma skali nieprawidłowości.

### Działalność publiczna (od 2019)
W lipcu 2019 została powołana przez Carlosa Moedasa, komisarza ds. badań, nauki i innowacji, na przewodniczącą misji doradczej Klimatyczno-neutralne i inteligentne miasta przy Komisji Europejskiej. Misję powołano celem opracowywania planów doradczych i prowadzenia badań głównie w zakresie ograniczenia emisji dwutlenku węgla w miastach. Weszła również w skład Komitetu Wspierania Muzeum Historii Żydów Polskich Polin w Warszawie.
W 2024 z ramienia KO bez powodzenia kandydowała w wyborach do Parlamentu Europejskiego z okręgu nr 4. Mandat posłanki do PE X kadencji objęła jednak w październiku tego samego roku, zastępując Marcina Kierwińskiego. Dołączyła do frakcji Europejskiej Partii Ludowej.

## Wyniki wyborcze
| Wybory | Komitet wyborczy         | Komitet wyborczy                   | Organ                           | Okręg        | Wynik            |
| ------ | ------------------------ | ---------------------------------- | ------------------------------- | ------------ | ---------------- |
| 1991   |                          | Victoria                           | Sejm I kadencji                 | nr 1         | 902 (0,13%)      |
| 1995   |                          | Krajowy KW Hanny Gronkiewicz-Waltz | Prezydent RP                    | Prezydent RP | 492 628 (2,76%)  |
| 2005   |                          | Platforma Obywatelska              | Sejm V kadencji                 | nr 19        | 137 280 (18,09%) |
| 2006   | Prezydent m.st. Warszawy | Prezydent m.st. Warszawy           | 145 329 (34,47%)                |              |                  |
| 2006   | Prezydent m.st. Warszawy | Prezydent m.st. Warszawy           | 374 104 (53,18%)                |              |                  |
| 2010   | Prezydent m.st. Warszawy | Prezydent m.st. Warszawy           | 345 737 (53,67%)                |              |                  |
| 2014   | Prezydent m.st. Warszawy | Prezydent m.st. Warszawy           | 294 434 (47,19%)                |              |                  |
| 2014   | Prezydent m.st. Warszawy | Prezydent m.st. Warszawy           | 342 857 (58,64%)                |              |                  |
| 2024   |                          | Koalicja Obywatelska               | Parlament Europejski X kadencji | nr 4         | 94 474 (7,24%)   |

## Publikacje
- Rola ministra przemysłowego w zarządzaniu gospodarką państwową (aspekty prawne), Instytut Organizacji Zarządzania i Doskonalenia Kadr, Warszawa 1985.
- Bank Centralny – od gospodarki planowej do rynkowej. Zagadnienia administracyjnoprawne, Wydawnictwo Prawnicze, Warszawa 1992 (wyd. III: Olympus – Centrum Edukacji i Rozwoju Biznesu, 1994).
- Prawo gospodarcze. Zagadnienia administracyjnoprawne (red., z Markiem Wierzbowskim), wyd. VI, Lexis Nexis, Warszawa 2007 (także kolejne edycje, od wyd. XII z 2020 jako Prawo gospodarcze. Aspekty publicznoprawne)
- Europejska Unia Gospodarcza i Walutowa, Lexis Nexis, Warszawa 2009 (wyd. II: 2011)
- Europeizacja publicznego prawa gospodarczego (red., z Krzysztofem Jaroszyńskim), C.H. Beck, Warszawa 2011.
- Prawo bankowe. Komentarz (red.), C.H. Beck, Warszawa 2013.

## Odznaczenia i wyróżnienia
Ordery i odznaczenia
- Krzyż Komandorski z Gwiazdą Orderu Odrodzenia Polski (2010)[107]
- Krzyż Komandorski Orderu Odrodzenia Polski (2001)[108]
- Srebrny Krzyż Zasługi (1990)
- Oficer Legii Honorowej (Francja, 2007)[109][110]
- Komandor Orderu Gwiazdy Polarnej (Szwecja, 2011)[111]
- Komandor Orderu Korony (Belgia, 2011)[112]
- Odznaka pamiątkowa Pułku AK Baszta „Amicitiae Fidelium” – „Baszta Wiernym Przyjaciołom” (2018)[113]

Nagrody i wyróżnienia
W 1994, 1997, 1998 i 1999 zaliczana przez amerykański miesięcznik finansowy „Global Finance” do grona najlepszych prezesów banków centralnych na świecie. W 1997 odznaczona medalem „Ecclesiae populoque servitium praestanti – Zasłużony dla Kościoła i Narodu”. W 1998 otrzymała Nagrodę Kisiela, a w 2006 tytuł „Kobieta Roku” miesięcznika „Twój Styl”. Wyróżniona tytułem „Człowieka Roku” 1999 Forum Ekonomicznego.
W 2022 otrzymała tytuł honorowego obywatela m.st. Warszawy.

## Życie prywatne
Zamężna z inżynierem elektrykiem Andrzejem Waltzem, z którym ma córkę Dominikę Waltz-Komierowską.

## Odniesienia w kulturze
Tekst utworu „Hanna Gronkowiec walczy” grupy muzycznej Kazik na Żywo, opublikowany na albumie Bar La Curva / Plamy na słońcu (2011), stanowi bezpośrednie odniesienie do osoby Hanny Gronkiewicz-Waltz.